# Miami (Missouri)
Miami é uma cidade localizada no estado americano de Missouri, no Condado de Saline.

## Demografia
Segundo o censo americano de 2000, a sua população era de 160 habitantes.
Em 2006, foi estimada uma população de 155, um decréscimo de 5 (-3.1%).

## Geografia
De acordo com o United States Census Bureau tem uma área de
1,7 km², dos quais 1,5 km² cobertos por terra e 0,2 km² cobertos por água. Miami localiza-se a aproximadamente 228 m acima do nível do mar.

## Localidades na vizinhança
O diagrama seguinte representa as localidades num raio de 20 km ao redor de Miami.